# Перехідні субтропічні сухі ліси Сонори та Сіналоа
Перехідні субтропічні сухі ліси Сонори та Сіналоа (ідентифікатор WWF: NA0201) — неарктичний екорегіон тропічних та субтропічних сухих широколистяних лісів, розташований на північному заході Мексики.

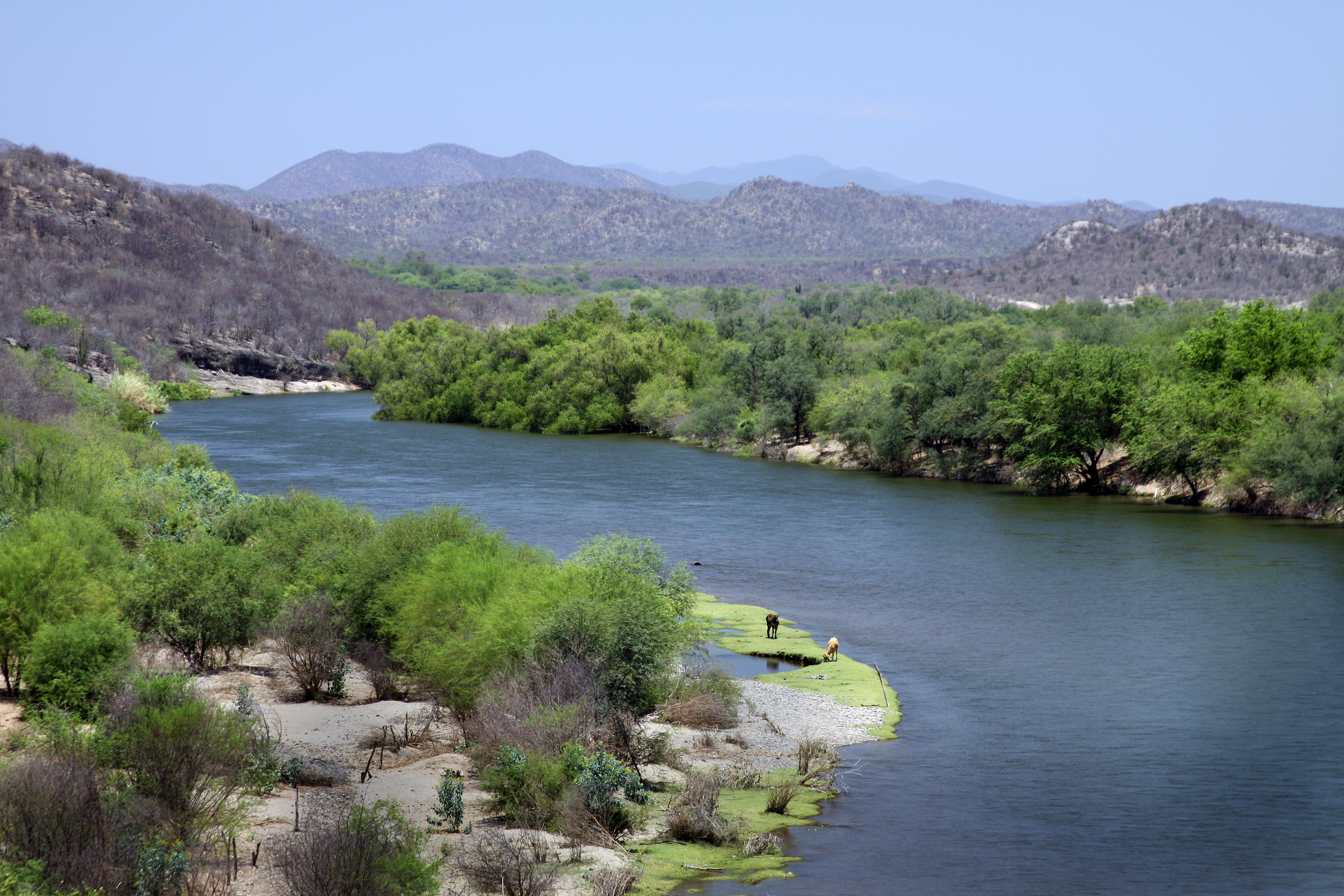
Сухі ліси на березі річки Які

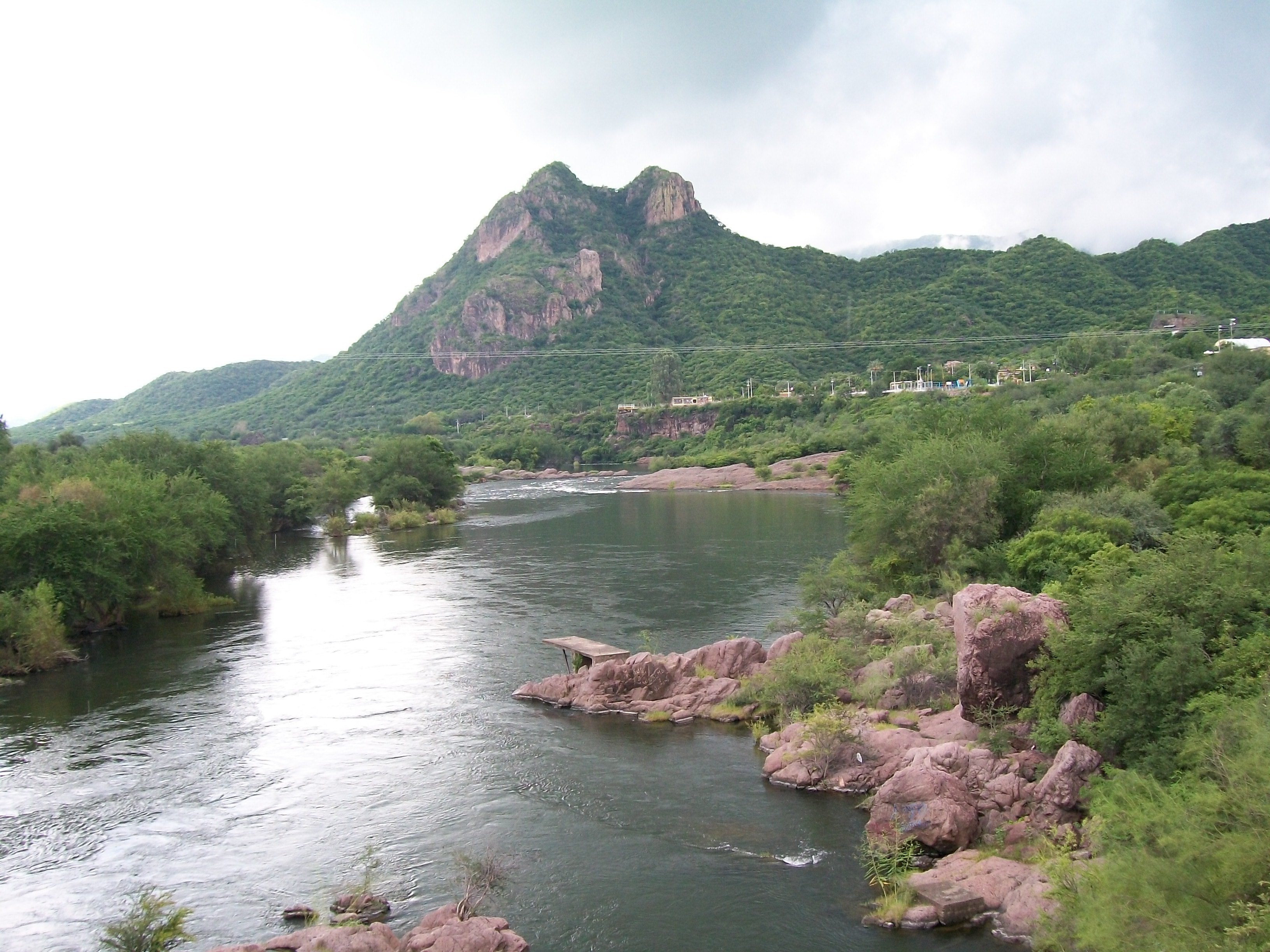
Долина річки Які в околицях Сойопа (Сонора)

## Географія
Екорегіон перехідних субтропічних сухих лісів Сонори та Сіналоа простягається від тихоокеанського узбережжя мексиканських штатів Сонора та Сіналоа на північ до передгір'їв Західної Сьєрра-Мадре у центральній частині Сонори. Він утворює чітку перехідну зону між пустелею Сонора, поширеною північніше, та сухими лісами Сіналоа, поширеними південніше. Певні риси клімату, ґрунтів та топографії екорегіону є спільними з двома сусідніми екорегіонами. Тим не менш, він демонструє унікальну суміш помірної та тропічної біоти, а багато видів, що зустрічаються в екорегіоні, досягають тут північного або південного краю свого ареалу. Екорегіон перехідних субтропічних сухих лісів Сонори та Сіналоа також є частиною значно ширшого кордону: його південно-східний край позначає межу між Неарктичним та Неотропічним біогеографічними регіонами. В горах Західної Сьєрра-Мадре цей екорегіон переходить у сосново-дубові ліси Західної Сьєрра-Мадре, а на узбережжі Каліфорнійської затоки — у мангри північно-західного узбережжя Мексики.
Рельєф екорегіону є доволі різноманітним. Його висота коливається від 0 до приблизно 2000 м над рівнем моря у передгір'ях Західної Сьєрра-Мадре. Просуваючись на північ і схід, відносно плоскі прибережні рівнини переходять у стрімкі скелясті передгір'я, порізані численними каньйонами. У передгір'ях Сьєрра-Мадре також зустрічаються арройо (сухі русла річок, по яким після сильних дощів течуть водні потоки) та водоспади. З геологічної точки зору на алювіальній прибережній рівнині переважають неконсолідовані відклади, а у передгір'ях — кислі породи магматичного походження та уламкові відклади.

## Клімат
На прибережних рівнинах екорегіону переважає пустельний клімат (BWh за класифікацією кліматів Кеппена), а в передгір'ях — напівпустельний клімат (BSh за класифікацією Кеппена). Загалом клімат регіону більш вологий, ніж клімат пустелі Сонора, однак більш посушливий, ніж клімат сухих лісів Сіналоа. Середньорічна кількість опадів тут коливається від 100 до 200 мм. Як і в сусідніх регіонах, опади переважно випадають влітку. Через близькість до узбережжя річна амплітуда коливання температури становить лише 10-15 °C. На відміну від пустелі Сонора на півночі, морози, коли температура опускається нижче 0 °C, в екорегіоні рідкісні.

## Флора
Рослинний покрив екорегіону представлений сухими колючими лісами та рідколіссями, відомими як сельва-еспіноса, дерева в яких скидають листя під час тривалого сухого сезону. Подекуди серед сухих лісів зустрічаються ділянки напівпустельних склерофітних колючих чагарників та маторалю.
У сухих лісах екорегіону переважають різні види акацій з родини Мімозові (Mimosoideae), а також інші дерева, що належать до родин Бурзерові (Burseraceae) та Бобові (Fabaceae). Характерними деревами, поширеними в регіоні, є кампечійські акації або кучаріто (Vachellia campeachiana) та західні акації або тесота (Senegalia occidentalis). Кампечійські акації — це чагарники або невеликі дерева, які вирізняються характерними шипами у вигляді човника. Західні акації рясно цвітуть у березні, наповнюючи повітря настільки сильним ароматом, що його часто можна відчути перед тим, як побачити саме дерево. Іншим поширеним видом у сухих колючих лісах регіону є ламка бурзера або торота-прієто (Bursera fragilis). Камедь цього дерева історично використовувалася для лікування укусів скорпіонів та інших комах, а також для склеювання розбитого посуду. Також в екорегіоні зустрічається багато видів кактусів, характерних для пустелі Сонора. Серед таких видів слід відзначити солодку пітаю (Stenocereus thurberi) або органний кактус, стрибаючу чоллу (Cylindropuntia fulgida) та аризонський ферокактус (Ferocactus wislizeni).
Через територію екорегіону проходить північна межа ареалу багатьох неотропічних видів дерев, які сильно залежать від відсутності низьких зимових температур та достатньої кількості літніх опадів. Загалом, сухі ліси екорегіону менш густі та більш сезонні, ніж сухі ліси Сіналоа, поширені південніше, особливо поблизу північного краю екорегіону, на межі з пустелею Сонора.
Сухі ліси Мексики мають найвищий рівень ендемізму серед усіх неотропічних сухих лісів. Загалом у сухих лісах зустрічається 20 % видів судинних рослин Мексики (приблизно 6000 видів), більше, ніж у вологих тропічних лісах або у пустелях. Серед рослин, характерних для сухих лісів Мексики, слід відзначити деревоподібні кручені паничі (Ipomoea arborescens) або пало-санто. Цей вид цвіте під час сухого сезону, таким чином забезпечуючи пилком та нектаром кажанів — мексиканських довгоносів (Choeronycteris mexicana) та довгоязиких листоносів Палласа (Glossophaga soricina), які є одними з найважливіших запилювачів у регіоні Сонори, у той час, коли інші рослини не цвітуть. Іншими важливими запилювачами в регіоні є численні метелики, близько 90 видів яких зустрічаються тут під час сезону дощів.

## Фауна
В межах екорегіону зустрічається 95 видів ссавців та понад 215 видів птахів. Серед поширених в екорегіоні ссавців слід відзначити аризонського білохвостого оленя (Odocoileus virginianus couesi), ошийникового пекарі (Dicotyles tajacu), пустельного кролика (Sylvilagus audubonii), білогорлого лісового хом'яка (Neotoma albigula), аризонського бавовняного хом'яка (Sigmodon arizonae), гоферчика Ботти (Thomomys bottae), кактусову мишу (Peromyscus eremicus), південну коникоїдку (Onychomys torridus), північну байомишку (Baiomys taylori), барвисту колючу торбомишу (Heteromys pictus), кенгурового стрибуна Мерріама (Dipodomys merriami), віргінського опосума (Didelphis virginiana), дев'ятипоясного броненосця (Dasypus novemcinctus), пустельну сіру бурозубку (Notiosorex crawfordi) та пустельного волохатохвоста (Lasiurus frantzii).
Серед хижаків, поширених в регіоні, слід відзначити ягуара (Panthera onca), північноамериканську пуму (Puma concolor couguar), руду рись (Lynx rufus), оцелота (Leopardus pardalis), койота (Canis latrans), сіру лисицю (Urocyon cinereoargenteus), білоносу носуху (Nasua narica), північноамериканську котофредку (Bassariscus astutus), американського борсука (Taxidea taxus), американського свинорилого скунса (Conepatus leuconotus) та звичайного ракуна (Procyon lotor). Раніше в екорегіоні зустрічалися мексиканські вовки (Canis lupus baileyi) та барибали (Ursus americanus), однак наразі вони тут вимерли.
Ендеміками екорегіону є сонорські лісові хом'яки (Neotoma phenax), торбомиші Голдмана (Chaetodipus goldmani) та сонорські врожайниці (Reithrodontomys burti), а майже ендемічними його представниками — антилопові зайці (Lepus alleni), мескітові миші (Peromyscus merriami), сіналойські торбомиші (Chaetodipus pernix) та вузькоголові торбомиші (Chaetodipus artus).
Орнітофауна екорегіону вирізняється високим різноманіттям. Серед поширених в екорегіоні птахів слід відзначити жовтогруду перепелицю (Callipepla gambelii), жовтодзьобого голуба (Patagioenas flavirostris), пустельного канюка (Parabuteo unicinctus), віргінського пугача (Bubo virginianus), західну сплюшку (Megascops kennicottii), мексиканського сичика-ельфа (Micrathene whitneyi), тукухіло (Antrostomus ridgwayi), каліфорнійську гілу (Melanerpes uropygialis), каліфорнійську таязуру-подорожника (Geococcyx californianus), аметистовоголову каліпту (Calypte costae), синьогорлого цинантуса (Cynanthus latirostris), фіолетовоголову агиртрію (Ramosomyia violiceps), великого феба (Sayornis saya), вогнистого москверо (Pyrocephalus obscurus), блідого копетона (Myiarchus tyrannulus), світлочеревого копетона (Myiarchus cinerascens), американського сорокопуда (Lanius ludovicianus), американського ремеза (Auriparus flaviceps), синалойського поплітника (Thryophilus sinaloa), кактусового різжака (Campylorhynchus brunneicapillus), кактусового тремблера (Toxostoma bendirei), бурого тремблера (Toxostoma curvirostre), чорного чубака (Phainopepla nitens), чорногорлу вівсянку-пустельницю (Amphispiza bilineata) та червоногорлого кардинала (Cardinalis sinuatus). Майже ендемічними представниками екорегіону є жовточубі перепелиці (Callipepla douglasii), чорногорлі сойки (Calocitta colliei), чорноголові комароловки (Polioptila nigriceps) та рудокрилі чінголо (Peucaea carpalis).
Серед поширених в регіоні плазунів слід відзначити сонорську колючохвосту ігуану (Ctenosaura macrolopha), колючу ігуану Кларка (Sceloporus clarkii), королівську фриносому (Phrynosoma solare), струнку безвуху ящірку (Holbrookia elegans), гоферову змію (Pituophis catenifer), західномексиканського удава (Boa sigma) та техаського гримучника (Crotalus atrox). Ендеміками екорегіону є чагарникові черепахи Гуда (Gopherus evgoodei) та сонорські листопалі гекони (Phyllodactylus homolepidurus).

## Збереження
Незважаючи на те, що багато лісів, особливо у верхів'ях річки Кучухакі та в околицях міст Навохоа, Аламос і Міналоа-де-Лейва, були знищені та перетворені на пасовища, велика частина сухих лісів Сонори та Сіналоа (близько 13 %), зокрема ті, що ростуть на стрімких, непридатних для використання у сільському господарстві схилах, залишаються незайманими. Багато великих ділянок лісів у басейні річки Які продовжують підтримувати популяції великих травоїдних та хижих ссавців. Тоді як у всій Центральній Америці сухі субтропічні та тропічні ліси дуже постраждали внаслідок антропогенного тиску, і лише близько 2 % таких лісів залишаються незайманими, екорегіон перехідних субтропічних сухих лісів Сонори та Сіналоа підтримує одні з найбільших ділянок сухих лісів, що залишилися. Основною загрозою для їх збереження є розвиток сільського господарства, зокрема скотарства, а також полювання. Глобальне потепління, спричинене діяльністю людини, становить серйозну загрозу, враховуючи перехідний характер екорегіону та вузькі вимоги до температури та кількості опадів для багатьох місцевих видів.
Оцінка 2017 року показала, що 2029 км², або 4 % екорегіону, є заповідними територіями. Природоохоронні території включають Зону екологічного захисту Арівечі-Серро-Лас-Кончас.